# Mauro Garcia
Mauro Alves Garcia (Rio de Janeiro, 13 de fevereiro de 1957) é radialista, professor, gestor , diretor de televisão brasileiro e psicanalista.
Presidente executivo da Brasil Audiovisual Independente (BRAVI), razão social Associação Brasileira de Produtoras Independentes de Televisão, entidade que representa as produtoras de conteúdo para televisão e mídias digitais no mercado nacional e internacional. Diretor executivo do Instituto de Conteúdos Audiovisuais Brasileiros (ICAB), instituição dedicada ao desenvolvimento de ações e atividades voltadas à capacitação, pesquisas de mercado e acordos de cooperação com outros institutos no mundo . Membro do Conselho Superior de Cinema até dezembro de 2025. 
Membro associado da Academia Brasileira de Cinema.
Membro Convidado do Conselho Nacional do Desenvolvento Industrial.
Membro Titular do Fórum de Comércio e Serviços do Ministério do Desenvolvimento, Indústria, Comércio e Serviços.
Membro do Conselho Consultivo do Encontro de Coprodução do Mercosul do Festival de Audiovisual do Mercosul - FAM. Psicanalista formado pela Escola de Psicanálise de São Paulo em carga horária de 1500 horas.
Possui graduação em letras pela Universidade Federal do Rio de Janeiro. Especialização Lato Sensu em Assessoria de Comunicação pelo Centro Universitário da Cidade do Rio de Janeiro (UniverCidade). Formação e especialização em Psicanálise na Escola de Psicanálise de São Paulo.
Quarenta anos de experiência na área de comunicação, destacadamente em televisão e instituições do segmento audiovisual, em empresas de grande porte e reconhecidas nacional e internacionalmente .

## Carreira profissional
Atuou como Diretor de Programação da TV Cultura de São Paulo e Diretor de Projetos Especiais, responsável pela implantação e formatação dos novos canais para a TV Digital e da área de Novas Mídias da Fundação Padre Anchieta: UNIVESP TV (Universidade Virtual do Estado de S. Paulo e MULTICULTURA. Criador, implantador e Diretor de Programação da TV Rá Tim Bum, primeiro canal infantil brasileiro da TV por assinatura, distribuída nas operadoras do Brasil, e já distribuída no Japão e em vídeo on demand em Portugal. Implantador dos canais de distribuição de conteúdo para telefonia móvel da TV Rá Tim Bum. Responsável pelo gerenciamento na TV Cultura do FUNCINE ANIMA SP, fundo especial para financiamento de séries de animação.
Atuação como Diretor-Presidente entre 1998 e 2001 da TVE Brasil e das Rádios MEC AM e FM (Organização Social empresa privada sem fins lucrativos); como Presidente da Associação Brasileira das Emissoras Públicas Educativas e Culturais, a ABEPEC.
Ex-Presidente do Conselho Diretivo da RAL - Rede de América Latina, RAL - Red de América Latina em Montevidéu, com sede no Uruguai, que congrega emissoras públicas, privadas e produtores independentes de toda a América Latina. Responsável pelo desenvolvimento de projetos estratégicos de televisão e outras mídias, como a implantação do Canal por assinatura TV Cultura & Arte para o Ministério da Cultura; pelo gerenciamento e reformulação da TV Justiça Canal do Poder Judiciário, dos canais de TV Digital e TV na Internet para o Instituto Embratel 21; Consultor para ampliação da abrangência e alcance da TV Escola para o Ministério da Educação. Formulador de planejamento estratégico para desenvolvimento de novos negócios e geração de receitas para a TV Brasil Central de Goiás, a Rede STV, TV Brasília e TV Salvador. Supervisão Geral do Telecurso TEC novo Telecurso profissionalizante da Fundação Roberto Marinho, pela equipe da Fundação Padre Anchieta. Coordenação Geral do Telecurso de Português para falantes de língua espanhola Conhecendo o Brasil - implantado e veiculado nos países do Mercosul. Coordenação de Produção do Vota Brasil 2006, campanha de esclarecimento ao eleitor do Tribunal Superior Eleitoral nas eleições 2006. Professor do SENAC nas Pós Graduações de Animação e Produção Audiovisual. Sintonizado com a nova indústria audiovisual e com a convergência das múltiplas plataformas .